# Julius Ebhardt

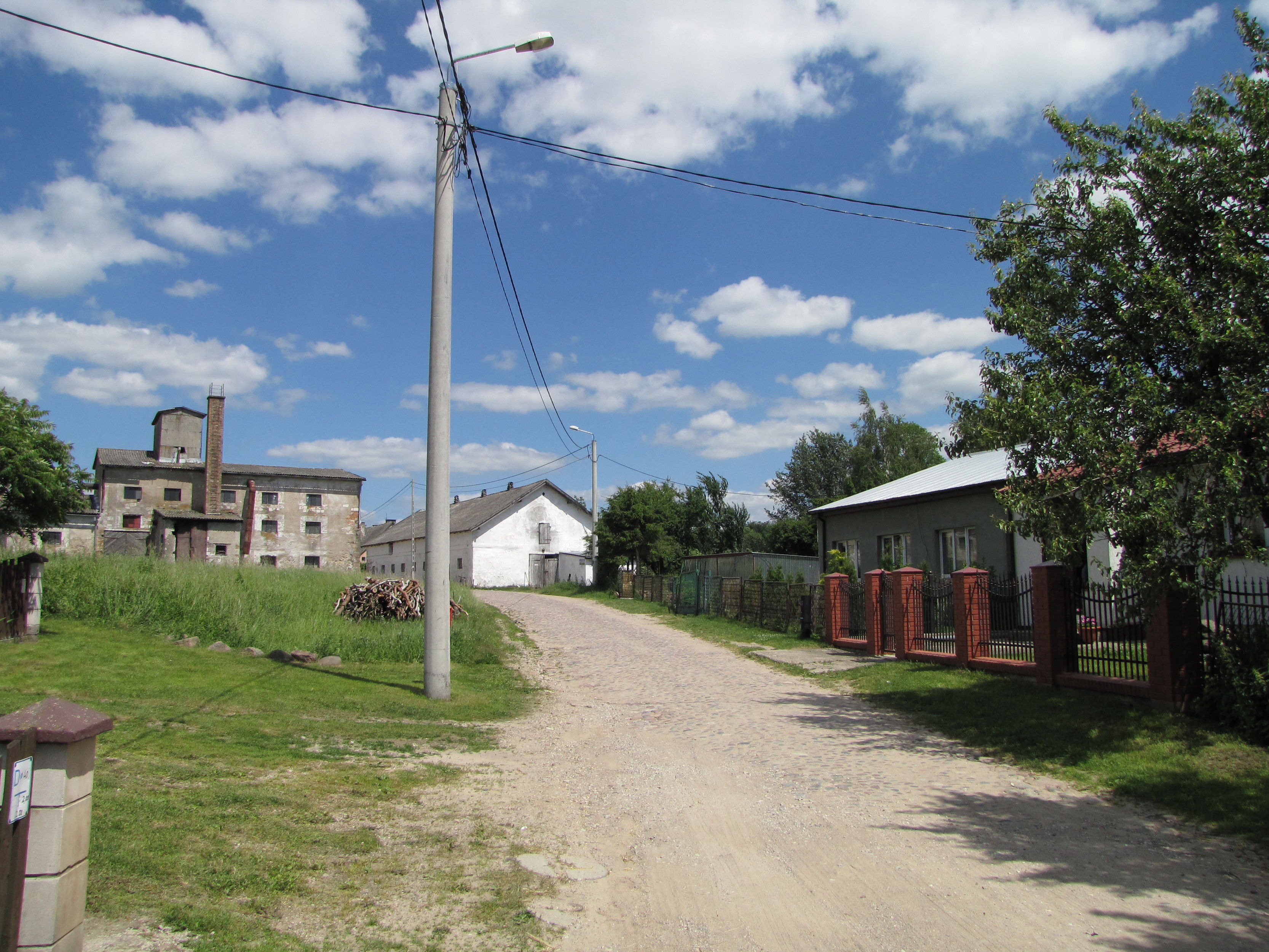
„Gut Komorowo“ (2010)

Julius August Alexander Ebhardt (* 19. Februar 1816 auf Gut Kommorowen, Kr. Johannisburg; † 24. Oktober 1894 in Kosuchen, Kr. Johannisburg) war ein deutscher Gutsbesitzer in Ostpreußen.

## Leben
Ebhardt besuchte das Collegium Fridericianum in  Königsberg i.Pr. Als stud. iur. wurde Ebhardt im Sommersemester 1836 im Corps Masovia aktiv. 1849, 1859 und 1865/66 war er Mitglied des Preußischen Abgeordnetenhauses: (Wahlkreis 1/Gumbinnen: Linke – Wahlkreis 5, 1/Gumbinnen 5, nach Schluss der 1. Session ausgeschieden – Wahlkreis 8, 2-8, 3/Gumbinnen 6: Fortschritt). Er starb als Rentner in Kosuchen. Das Gut Kommorowen hieß von 1938 bis 1945 Ebhardtshof.